# Kippebruggetje (Hoorn)
Het Kippebruggetje is een voetgangersbrug in het centrum van de Noord-Hollandse stad Hoorn. De brug overspant de Nieuwlandgracht en verbindt de oostelijke en westelijke zijdes van het Nieuwland. Op 11 april 2001 werd de brug voorgedragen om in aanmerking te komen voor de status van rijksmonument, op 10 augustus dat jaar is die status daadwerkelijk toegekend en werd de brug ingeschreven in het monumentenregister. De status van rijksmonument is mede toegekend vanwege het beeldbepalende karakter binnen het beschermde stadsgezicht. 
In 2007 kreeg de brug officieel de naam Kippebruggetje, daarvoor werd de brug in de volksmond al zo genoemd.

## Kenmerken
Het Kippebruggetje is een 1,40 brede en 16 meter lange gietijzeren fiets- en voetgangersbrug. Het midden van de brug is iets hoger dan de uiteindes. Het houten brugdek rust in ijzeren U-balken, de balken rusten weer op twee jukken die elk op 1⁄3 van de afstand van de kade staan. Door de twee jukken is de brug opgedeeld in drie gelijke delen. De jukken zijn deels van gietijzer en deels van smeedijzer gemaakt: de gecanneleerde kolommen zijn van gietijzer en de kruisschoren zijn van smeedijzer. Deze kruisschoren verbinden de kolommen en dragen op hun beurt een dwarsbalk.
Ook de brugleuningen zijn deels gietijzer en deels smeedijzer. De gietijzeren palen zijn gegroefd en hebben een achtkantige voet. Per zijde lopen tussen de palen drie smeedijzeren staven en bovenop een staafvormige handlijst. Op vier plekken staan op de handlijst gietijzeren ornamenten, deze markeren de plekken waar de jukken onder het brugdek staan en waar de brug op de kade komt. De ornamenten hebben de vorm van een palmet tussen twee liggende voluten met bloemmotieven. Onder de ornamenten staan paarsgewijs palen. De handlijsten eindigen op beide oevers met een spiraalvorm.
Nabij het Kippebruggetje liggen nog twee bruggen: de Munnikenbrug en de Waterpoortbrug, de laatste is eveneens een rijksmonument.